# Cernîk, Nadvirna
Cernîk (în ucraineană Черник) este un sat în comuna Zelena din raionul Nadvirna, regiunea Ivano-Frankivsk, Ucraina.

## Demografie
Componența lingvistică a localității Cernîk
     Ucraineană (100%)
Conform recensământului din 2001, toată populația localității Cernîk era vorbitoare de ucraineană (100%).